# Емболізація маткових артерій
Емболіза́ція ма́ткових арте́рій (ЕМА) — одне з сучасних напрямів оперативного лікування захворювань матки, що полягає в пункції артерії на стегні, катетеризації судин матки та введення частинок спеціального емболізаційного препарату.

## Показання до проведення
- "Симптомна" або така міома матки, що росте
  - Розміром до 20 тижнів вагітності при відсутності вираженої патології шийки матки, ендометрія і яєчників.
  - У пацієнток, зацікавлених у вагітності, з підтвердженою роллю міоми матки в патогенезі безпліддя або з високим ризиком викидня, при неможливості виконання безпечної міомектомії.
  - Як підготовка до міомектомії або гістерорезектоскопії.
- Інтенсивне маткова кровотеча різної етіології, коли інші методи лікування неможливі або пов'язані з реальною загрозою життя хворої.

При визначенні показань до ЕМА з приводу міоми важливе значення має мотивація хворих: стійке бажання пацієнтки зберегти матку, уникнути операції, зацікавленість у вагітності.

## Протипоказання
- Наявність активного інфекційного процесу.
- Відома виражена алергія (анафілактичний шок, набряк Квінке) на контрастні препарати.

## Механізм дії
При матковій кровотечі ЕМА викликає механічну закупорку судини, що кровоточить з подальшим утворенням тромбу.
При міомі ЕМА викликає припинення кровотоку по гілках маткових артерій, які живлять міому. Різний діаметр живлять міому гілок і гілок, що живлять міометрій, призводить до мінімального впливу на судини незміненого міометрія. Після припинення кровопостачання м'язові клітини, що формують міому, гинуть. Протягом декількох тижнів відбувається їх заміщення сполучною тканиною. Потім у процесі «розсмоктування» цієї тканини відбувається значне зменшення та / або повне зникнення вузлів, а симптоми міоми проходять.

## Постемболізаціонний період
Безпосередньо після адекватно виконаної ЕМА виникають тягнуть болі в нижніх відділах живота. Хворобливі відчуття тривають декілька годин і купіруються знеболюючими препаратами. У перші дні після ЕМА можуть відзначатися підвищена температура, кров'яні виділення зі статевих шляхів, лейкоцитоз, гіперфібріногенемія, порушення сечовипускання, розлади діяльності шлунково-кишкового тракту (нудота, блювання).

## Побічні ефекти і ускладнення
Ризик будь-яких ускладнень в десятки разів нижче, ніж після хірургічного лікування і не перевищує 1 %.
Не більше, ніж у 3 % пацієнток в перші 3-6 місяців після ЕМА можливе порушення регулярності менструального циклу або аменорея.
Приблизно в 20 % випадків при субмукозній міомі матці спостерігається народження вузлів.

## Фертильність
ЕМА не позбавляє жінок здатності до дітородіння. Багато жінок після ЕМА народжують здорових дітей.